# Lorsch
Lorsch je město, nacházející se na západě Německa (60 km jižně od Frankfurtu), ve spolkové zemi Hesensko o velikosti katastrálního území 25.24 km². Počet obyvatel k 31. prosinci 2004 činil 12 724.

## Historie

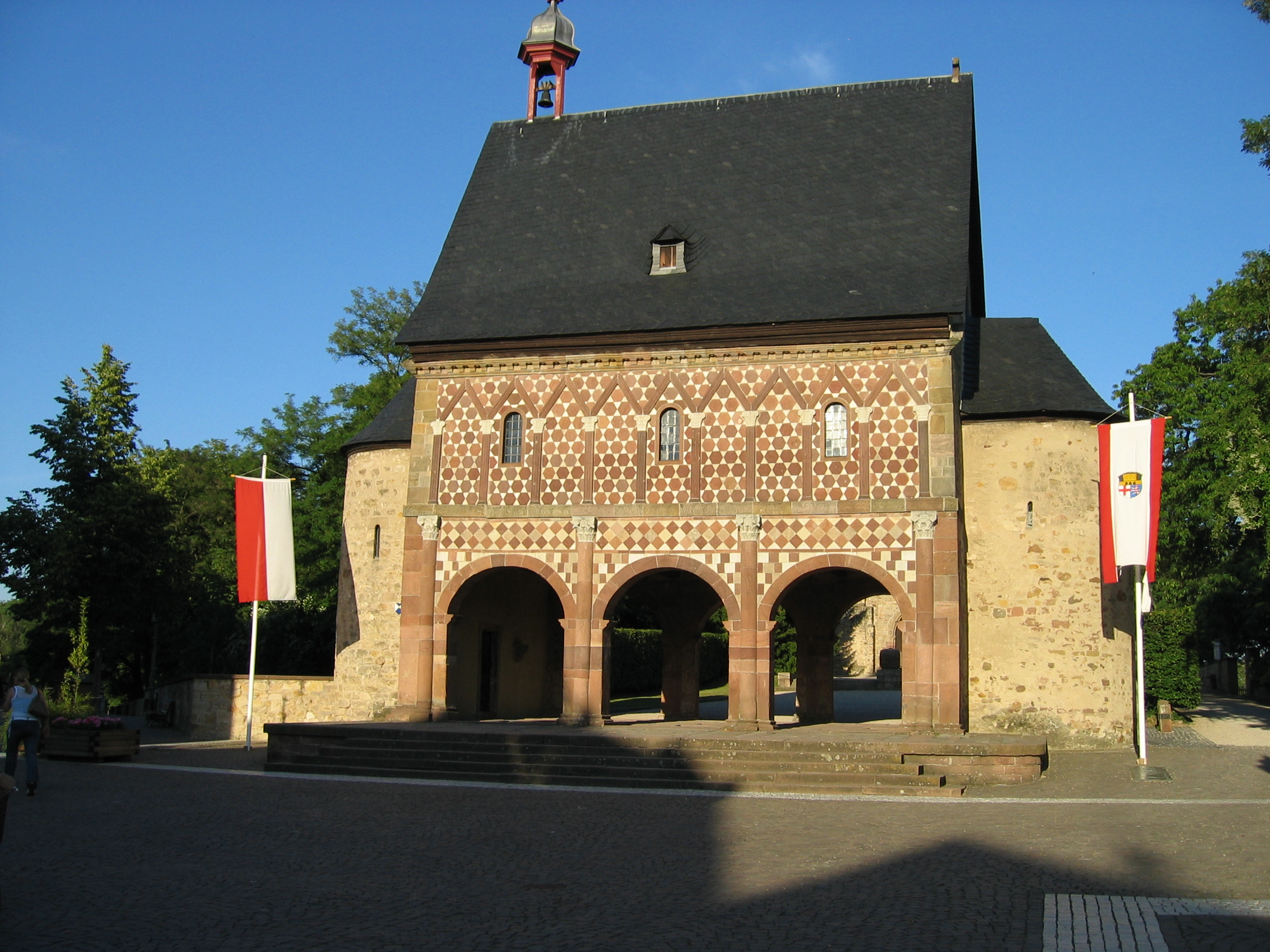
Altenmünster

Nachází se zde benediktinský klášter Lorsch (Altenmünster), založený roku 764, který o rok později dostal dar od města Bensheim. Tento klášter je největším z center tzv. karolinského umění (odvozeno od jména Karla Velikého, který v té době vládl); byl hlavním centrem kultury a vědy Franské říše. Místo posledního odpočinku zde našla řada německých králů.
S městem a jeho klášterem jsou spojeny následující památky středověkého písemnictví:
- Loršský evangeliář z roku 810 uložený ve Vatikánu a v pobočce rumunské národní knihovny v Alba Iulia, která ho poskytuje k prohlídce on-line [1]
- Loršský kodex z let 1170 až 1195 uložený ve státním archivu ve Würzburgu.

Klášter byl roku 1991 zapsán na seznam světového dědictví Unesco.

## Partnerská města
- Le Coteau, Francie
- Ruhla, Německo
- Šternberk, Česko
- Jívová, Česko
- Zwevegem, Belgie